# Eygluy-Escoulin
Eygluy-Escoulin è un comune francese di 68 abitanti situato nel dipartimento della Drôme della regione dell'Alvernia-Rodano-Alpi.

## Società

### Evoluzione demografica
Abitanti censiti